# Mohamed Essam
Mohamed Essam Al-Din Mohamed Hassanain (in arabo محمد عصام الدين محمد حسانين‎?; Alessandria d'Egitto, 6 dicembre 1994) è uno schermidore egiziano, che ha rappresentato l'Egitto ai Giochi olimpici di Rio de Janeiro 2016.

## Palmarès
- Giochi panafricani:

Brazzaville 2015:  oro nel fioretto a squadre; bronzo nel fioretto individuale;